# 대한민국의 트랜스젠더
대한민국의 트랜스젠더들은 법적 한계와 차별을 마주하며 살아간다. 

## 역사
1955년 8월 13일 최초의 성전환 수술이 집도되었다.

### 연예계
2000년대에 하리수, 레이디, 최한빛이 데뷔했다.

### 2020년대
2020년 1월에는 숙명여자대학교에 성전환 수술을 받은 트랜스여성이 합격했으나, 찬반 논쟁으로 입학을 포기하였다. 2020년 4윌의 선거에서 논바이너리 트랜스젠더인 김기홍과 임푸른 후보가 츨마했다.
2020년 말 변희수 하사가 태국으로의 의료목적의 국외여행을 허가받고 수술을 받고 귀국했으며 2021년 전역심사위원회가 열려 전역하였고 복직 소송을 제기했다.
2021년 2월 24일에 김기홍,  2월 28일 변희수 하사가 스스로 목숨을 끊었다.
10월 7일 변희수 하사가 전역 취소소송 1심에서 승소하였다.

## 법률
포괄적 차별금지법이 없으나 국가인권위원회법에서 일부 차별을 시정하는 권고 기능을 수행한다.
대한민국에서는 혼인중인 성전환자의 성별 정정이 불가능하다.